# Шофілд (Вісконсин)
Шофілд (англ. Schofield) — місто (англ. city) в США, в окрузі Марафон штату Вісконсин. Населення — 2157 осіб (2020).

## Географія
Шофілд розташований за координатами 44°55′6″ пн. ш. 89°36′52″ зх. д. / 44.91833° пн. ш. 89.61444° зх. д. (44.918281, -89.614580).  За даними Бюро перепису населення США в 2010 році місто мало площу 7,32 км², з яких 4,55 км² — суходіл та 2,77 км² — водойми. В 2017 році площа становила 7,70 км², з яких 4,52 км² — суходіл та 3,18 км² — водойми.

## Демографія
Згідно з переписом 2010 року, у місті мешкало 2169 осіб у 994 домогосподарствах у складі 549 родин. Густота населення становила 296 осіб/км².  Було 1099 помешкань (150/км²).
Расовий склад населення:
| - 90,1 % — білих - 5,5 % — азіатів - 1,2 % — чорних або афроамериканців - 0,8 % — корінних американців |

До двох чи більше рас належало 2,2 %. Частка іспаномовних становила 1,8 % від усіх жителів.
За віковим діапазоном населення розподілялося таким чином: 21,8 % — особи молодші 18 років, 63,4 % — особи у віці 18—64 років, 14,8 % — особи у віці 65 років та старші. Медіана віку мешканця становила 39,1 року. На 100 осіб жіночої статі у місті припадало 107,0 чоловіків;  на 100 жінок у віці від 18 років та старших — 103,6 чоловіків також старших 18 років.
Середній дохід на одне домашнє господарство  становив 57 747 доларів США (медіана — 45 530), а середній дохід на одну сім'ю — 73 041 долар (медіана — 53 259). Медіана доходів становила 46 842 долари для чоловіків та 32 321 долар для жінок. За межею бідності перебувало 10,4 % осіб, у тому числі 19,1 % дітей у віці до 18 років та 1,6 % осіб у віці 65 років та старших.
Цивільне працевлаштоване населення становило 1036 осіб. Основні галузі зайнятості: виробництво — 28,7 %, роздрібна торгівля — 15,2 %, освіта, охорона здоров'я та соціальна допомога — 14,8 %.